# Нуса-Пенида
Нуса-Пенида (индон. Nusa Penida) — небольшой остров, расположенный примерно в 12 км к юго-востоку от индонезийского острова Бали. В административном отношении входит в состав округа Клунгкунг провинции Бали.
Отделён от острова Бали проливом Бадунг. Составляет 19,4 км в длину и 13,7 км в ширину. Площадь острова — 202,84 км². Вблизи Нуса-Пенида имеется 2 небольших островка: Нуса-Лембонган и Нуса-Ченинган. Рельеф острова представляет собой 3 плато: первое — на северном побережье, расположенное на уровне моря; второе — в центре, имеющее средние высоты 400—450 м и третье — на юге, с высотой около 200 м. С юго-востока на северо-запад острова проходит холмистая гряда с максимальной высотой — 524 м над уровнем моря. Южное побережье представлено клифами, поднимающимися почти вертикально на 100—200 м. На острове широко развит карст, который проявляется здесь в виде небольших холмов с конусообразными вершинами. Имеются пещеры.
Постоянных рек и ручьёв на острове нет; русла наполняются водой только в период муссонов. Склоны холмов покрыты лесами и кустарником. Вместе с соседними малыми островами Нуса-Пенида составляет птичий заповедник.
Климат в среднем более жаркий и засушливый чем на соседнем Бали.
В отличие от соседних островов Нуса-Лембонган и Нуса-Ченинган, на Нуса-Пенида менее развита туристическая инфраструктура. Но с 2016 года остров стал очень активно развиваться и застраиваться, поэтому ситуация с туристической инфраструктурой активно меняется. Наиболее развитым является северное побережье острова между двумя самыми крупными населенными пунктами Sampalan и Toyapakeh.
Основу экономики составляет туризм, рыбная ловля, сельское хозяйство, которое довольно ограничено из-за нехватки пресной воды. Значительная часть населения занята выращиванием водорослей на прибрежных отмелях в море, в основном с северной и северо-восточной стороны острова.
Имеется паромное сообщение с островом Бали до порта Padangbay. Паром на Нуса-Пенида приходит в столицу острова Sampalan. Скоростные лодки до Бали приходят в Padangbay, Sanur, Tribuana, Kusamba. Есть несколько компаний скоростных лодок, у каждой из которых свой причал на северном побережье острова.
Население представлено главным образом балийцами, которые говорят на местном диалекте балийского языка. Так же на острове часть жителей является мусульманами, большая их часть проживает в деревне Toyapakeh.
По данным на 2010 год население острова составляет 48 075 человек.

## Достопримечательности
|  |
|  |

Большинство туристов приезжают на Нуса-Пенида ради её природных достопримечательностей. На острове есть подземный храм Goa Giri Putri, несколько популярных пляжей: Crystal Bay, Atuh Beach, Kelingking Beach, Suwehan Beach и т. д. Популярные места для посещения туристами — это Angel’s Billabong, Broken Beach, Peguyangan Waterfall, Seganing Waterfall, Tembeling Forest, смотровые площадки Banah Cliff, Saren Cliff, Teletubes Hills и т. д.
Нуса-Пенида славится своим сноркелингом и дайвингом. Дайв-сайты острова считаются одними из лучших на Бали, но новичка стоит быть осторожными, среди дайверов Нуса-Пенида хорошо известна своими сильными течениями.
Окрестности острова — единственное место на Бали, где круглый год можно встретить гигантских скатов Манта. С июля по октябрь, когда вода холоднее, появляется высокий шанс встретить рыбу-луну Mola-Mola. Это время считается высоким туристическим сезоном.
Наиболее популярные дайв-сайты острова расположены на северном и северо-западном побережье: Manta Point, Manta Bay, Crystal Bay, Gamat Bay, Toyapakeh Wall, SD, SD Point, Sental, Buyuk.
На острове есть несколько дайв-центров и одна школа фридайвинга. Богатые рыбой воды вокруг острова — популярное место для подводных охотников.